# James Clark Ross
Sir James Clark Ross (n. 15 aprilie 1800, Londra – d. 3 aprilie 1862 la Aylesbury) a fost un navigator și explorator englez.

## Date biografice și merite
James Ross, a fost fiul unui om de afaceri bogat, se prezintă deja la vârsta de 12 ani ca voluntar la marina regală engleză (Royal Navy). Această hotărâre a lui a fost influențată de unchiul său John Ross (cercetător polar) care lua în acel timp parte ca ofițer tânăr englez la Războaiele Revoluției Franceze, din timpul lui Napoleon. James Clark Ross, pornește  în anul 1818 o expediție sub comanda lui William Edward Parry, de căutare a Pasajului de nord-vest și ulterior în călătorii de explorare a Oceanului Arctic. Datorită priceperii și cunoștințelor sale va fi avansat ca locotenent, și se va împrieteni cu ofițerul Francis Crozier. În anul 1834 este numit căpitan și va continua să întreprindă expediții de explorarea a celor doi poli ai pământului.

## Opere
- A Voyage of Discovery and Research in the Southern and Antarctic Regions, During the Years 1839-43. 2 Bände, J. Murray, London 1847; vol. 1, vol. 2
- Narrative of the proceedings in command of the expedition through Lancaster Sound and Barrow Straits. In: Parliament Papers. 35, 1850